# Duffy's Tavern
 Duffy's Tavern és una pel·lícula estatunidenca de Hal Walker estrenada el 1945.

## Argument
La trama de la pel·lícula implica un fabricant desplaçat per la guerra a qui el seu personal – els que no són al front- ofega les seves penes a la taverna de Duffy a crèdit, mentre que el propietari de l'empresa intenta trobar la manera de controlar els preus i els problemes de la guerra que amenacen de deixar-lo fora del negoci. La pel·lícula va ser un fracàs de recaptació.

## Repartiment
- Ed Gardner: Archie
- Bing Crosby: ell mateix
- Betty Hutton: ella mateixa
- Paulette Goddard: ella mateixa
- Alan Ladd: ell mateix
- Veronica Lake: ella mateixa
- Dorothy Lamour: ella mateixa
- Eddie Bracken: ell mateix
- Brian Donlevy: ell mateix
- Sonny Tufts: ell mateix
- Arturo De Córdova: ell mateix
- Barry Fitzgerald: El pare de Bing Crosby
- Cass Daley: ell mateix
- Diana Lynn: ella mateixa
- Victor Moore: Michael O'Malley
- Marjorie Reynolds: Peggy O'Malley
- Barry Sullivan: Danny Murphy
- Charles Cantor: Finnegan
- Eddie Green: Eddie
- Ann Thomas: Miss Duffy
- Robert Benchley: ell mateix
- William Demarest: ell mateix
- Helen Walker: ella mateixa